# Grise Fiord
Grise Fiord ist die nördlichste Gemeinde des Territoriums Nunavut und gilt als eine der nördlichsten Gemeinden der Erde. In der Sprache der Inuit (Inuktitut) heißt die Siedlung Aujuittuq (ᐊᐅᔪᐃᑦᑐᖅ), was „Land, das niemals taut“ bedeutet (vgl. auch Auyuittuq-Nationalpark). Sie ist an der Südküste der Ellesmere-Insel inmitten der Arktischen Kordilleren gelegen und hat 144 Einwohner (davon rund 85 Prozent Inuit). Der Name Grise Fiord stammt aus dem Norwegischen und bedeutet „Schweine-Fjord“; der Norweger Otto Sverdrup, der die Gegend hier zwischen 1899 und 1902 erforschte, verlieh ihn diesem Fjord, weil ihn das Grunzen der vielen hier vorkommenden Walrosse an Schweine erinnerte.
Die Ellesmere-Insel ist zwar reich an prähistorischen Fundstellen, in historischer Zeit lebten hier jedoch keine Inuit mehr, sieht man von der Gruppe von Baffin-Inuit ab, die Mitte des 19. Jahrhunderts unter Führung von Qillarsuaq aus der Gegend um Iglulik und Kinngait (ehemals Cape Dorset) nach Nord-Grönland hier durchgezogen ist.
1922 gründete die Royal Canadian Mounted Police an einer als Craig Harbour bezeichneten Stelle, 55 Kilometer südöstlich des Grise-Fjords, einen Außenposten, an dem die kanadische Bundesregierung schließlich 1953 acht Inuit-Familien aus den Gemeinden Inukjuaq (Nord-Québec) und Pond Inlet (Nordküste der Baffin-Insel) ansiedelte (vgl. hierzu auch Resolute Bay). 1956 verlagerte die Polizei dann die Siedlung von Craig Harbour nach Grise Fiord. 1962 errichtete die Regierung ein Schulgebäude und führte ein Wohnprogramm ein.
Grise Fiord liegt an die hohe Küste des Jones Sound geschmiegt und die Polarnacht beginnt am 1. November und endet am 9. Februar; der Polartag dauert von 24. April bis 18. August.
Der örtliche Flughafen wird von der Fluggesellschaft Canadian North regelmäßig angeflogen. Relativ häufig ist eine Landung wegen Nebels nicht möglich. 